# 1863 na literatura

## Eventos

### Livros publicados
- Cantares Galegos de Rosalia de Castro.
- Cinq semaines en ballon de Júlio Verne.
- Evidence as to Man's Place in Nature de Thomas Henry Huxley.

## Nascimentos
| Data          | Nome                      | Profissão                                                                           | Nacionalidade  | Observações | Ref |
| ------------- | ------------------------- | ----------------------------------------------------------------------------------- | -------------- | ----------- | --- |
| 5 de janeiro  | Constantin Stanislavski   | ator, diretor teatral, pedagogo e escritor                                          | Império Russo  | m. 1938     |     |
| 6 de janeiro  | Virgílio Várzea           | escritor, jornalista e político                                                     | Brasil         | m. 1941     |     |
| 27 de janeiro | Léon Frapié               | escritor                                                                            | França         | m. 1949     |     |
| 12 de março   | Gabriele d'Annunzio       | escritor e dramaturgo                                                               | Itália         | m. 1938     |     |
| 22 de março   | George Robert Stow Mead   | escritor, editor, tradutor, esoterista e um influente membro da Sociedade Teosófica | Reino Unido    | m. 1933     |     |
| 12 de abril   | Raul Pompeia              | escritor                                                                            | Brasil         | m. 1895     |     |
| 29 de abril   | William Randolph Hearst   | editor                                                                              | Estados Unidos | m. 1951     |     |
| 11 de maio    | António Fogaça            | escritor                                                                            | Portugal       | m. 1888     |     |
| 4 de junho    | Henri Ardel               | escritora                                                                           | França         | m. 1938     |     |
| 8 de outubro  | Catulo da Paixão Cearense | compositor, músico,escritor                                                         | Brasil         | m. 1946     |     |

## Mortes
| Data           | Nome                     | Profissão                        | Nacionalidade | Observações | Ref |
| -------------- | ------------------------ | -------------------------------- | ------------- | ----------- | --- |
| 17 de setembro | Alfred de Vigny          | poeta                            | França        | n. 1797     |     |
| 17 de setembro | Charles Robert Cockerell | arquiteto, arqueólogo e escritor | Reino Unido   | n. 1788     |     |
| 22 de setembro | Rodrigo Paganino         | escritor, tradutor e jornalista  | Portugal      | n. 1835     |     |